# Il premio (Original Movie Soundtrack)
Il premio (Original Movie Soundtrack) è una colonna sonora dell'omonimo film composta dal cantante italiano Wrongonyou e da Maurizio Filardo, pubblicata il 6 dicembre 2017 sotto l'etichetta Carosello Records.